# Пашківський трамвай

Пашківський трамвай, 1912

Пашківський трамвай — історичний приміський трамвай, у станиці Пашківській. Наразі у складі мережі Краснодарського трамваю.
У 1908 році отримано ліцензію на будівництво лінії Пашківська — Катеринодар «Первым русским товариществом моторно-электрического трамвая Екатеринодар — Пашковская».
У 1910 році розпочато будівництво 12,8 км колії, шириною 1000 мм.
6 квітня 1912 році встала до дії. Трамвай був на бензомоторній тязі. Діяло 4 вагони німецького виробництва з чотирициліндровим двигуном в 65,5 к. с. з електричною передачею. Потужність генератора — 54 кВт, потужність тягових двигунів — 2 × 20,6 кВт, швидкість — до 30 км/год, місць для сидіння — 24. Важив цей вагон 16,5 тонн, довжина 10,9 м. Вартість проїзду на 1912 рік — 15 коп.
Прямував трамвай сучасним маршрутом № 5 від вул. Миколаївської (до приїзду царя перейменували вул. Красну (Кільце було біля Нового ринку (на разі Кооперативний ринок))) до Площі (станиця Пашківська).
Зверніть увагу на тавтологію від Красної в Катеринодарі до Площі станицею Пашківською прямував також вулицею Красною (на разі Бершанська).
14 грудня 1914, переведений на електрику, але електрична мережа не була об'єднана з електричною мережею Катеринодарського трамвая.
При електрифікації Пашківської лінії було зроблено невелике відгалуження до Владикавказького вокзалу (нині вокзал Краснодар I), і з 1915 року з'явився маршрут «Вул. Красна — Владикавказький вокзал», який обслуговувало Пашківське депо, на вокзальній ділянці конкурували з «бельгійцями». У результаті Катеринодар отримав дві трамвайних лінії, що поєднали центр міста з вокзалом. Гілка на вокзал сприяла тому, що для поїздки в Пашковську на огляд козацьких військ великим князям Миколі та Петру був поданий … трамвай. Це було в 1916 році. Крім маршрутів у Пашківську і на вокзал, відкрився також маршрут «Вул. Красна — вул. Широка». Всі три маршрути електричного трамвая йшли від рогу вул. Красна і Гоголя, де був пересадний пункт з «бельгійської» лінії «Міський сад — Бійня». Тут же була стрілка, що зв'язує міську та Пашковську лінії. Станція була тупикового типу, потім, вже в 30-ті роки, побудували розворотний трикутник, а після війни — круг. Це й були 2 квартали, втрачені Пашковської лінією. Коло був демонтовано в 1955 році. Зате кілька трамвайних опор, поставлених у 1914 році, збереглося на «загублених кварталах» до наших днів.
Маршрут «Вул. Красна — вул. Широка» в 1929 році було продовжено до Східного депо. На наступний рік з'явилася перша загальноміська нумерація маршрутів. У Пашковську ходив маршрут № 2, до вокзалу — № 5, до вул. Широкій — № 3. У 1935 році нумерацію маршрутів змінили. У Пашковську став ходити № 8, до вокзалу — № 4, до депо — № 7.
У середині 1930-х років в Східне депо з Північного трамвайного парку були передані декілька вагонів із візками Беккера. Вони надійшли в Краснодар в 1929 році з Харкова, де колія трамвая перешивати з вузькою на широку (1524 мм). У 1938—1939 роках у депо надійшли 10 вузькоколійних стандартних вагонів Х з Тбілісі, де колія також була перешита.
У 1939 році нумерація маршрутів знову змінюється, цього разу вже максимально близько до сучасної. На вокзал тепер ходить № 5, до депо — № 4, в Пашківську — № 6, в 1949 році перейменований в № 5 і залишився з цим номером до сьогодення.
Муніципалізована і включена до катеринодарської трамвайної мережі у 1920 році. Але колія не була перешита і в місті продовжували існувати дві мережі трамвая.
Перші повоєнні роки не принесли різкого поліпшення роботи лінії. Але Пашковський трамвай вже готували до ряду перетворень, з яких головним була перешивка лінії на широку колію. Роботи почалися в травні 1948 року. До 7 листопада була здана ділянка від Нового ринку до вул. Горської (Вишнякової). Пашковський трамвай ходив по вузькій колії від тимчасового трикутника на вул. Чорноморської. Навесні 1949 року роботи були продовжені у формі недільників, в яких активну участь взяли залізничники, що проклали сполучну гілку на вул. Ставропольської і виїжджали туди на паровозі-«Овечці» з вантажними платформами. 29 квітня була перешита ділянка до Східного депо, 5 червня — до Пашківської. У 1950 році трамваї пішли по ширококолійному відгалуженню на м'ясокомбінат по вул. Тітаровської (маршрут № 6) та від ТЕЦ до камвольно-суконного комбінату (КСК, маршрут № 4). Усі маршрути починалися від рогу вулиць Гоголя та Червоноармійській, де було кільце «Новий ринок». Тепер, коли Пашковський трамвай мав ту ж ширину колії, що й міський, стало можливим справжнє об'єднання двох колишніх систем. Трамвай № 5 пішов до Первомайського гаю, № 6 — до вул. Бабушкіна, після чого лінія по вул. Гоголя від розворотного кільця до вул. Комунарів була знята, а трамвай № 4 тимчасово було пущено до шкірзаводу, а коли зробили другий поворот на перетині з вул. Комунарів, став ходити до залізничного мосту.
Так сталося, що східна промзона Краснодара розвивалася в умовах вже існуючої трамвайної лінії. Аеропорт і його служби, ТЕЦ і його селище, КСК, бавовняний комбінат, численні гаражі та автотранспортні підприємства — всі ці та багато інших об'єктів розташовані в зоні дії «східних» маршрутів трамвая. У повоєнний час до старих маршрутами додалися нові — № 8, потім № 9, кільцевої (нині — № 12) та № 10, за останні 15 років — № 20, № 22 та № 1. Цікаво, що краснодарські Черемушки виникли тут же, на стику Дубинки і Садів. Також як і нова будівля Кубанського державного університету.
До 1958 року була диференційована плата за проїзд по місту 30 коп. до ТЕЦ, від ТЕЦ до Тупика +20 коп.
До 1982 року лише маршрут № 5, прямував до станиці Пашківської, після цього було задіяно новий маршрут № 9.
На разі лінію обслуговують вагони КТМ-5 й КТМ-8.